# 구다라오 신사
구다라오 신사(일본어: 百済王神社, 백제왕 신사)는 일본의 오사카부 히라카타시에 있는 신사이다. 백제 왕조의 선조를 모시는 신사이다.

## 같이 보기
- 백제사(百済寺, ja:百済寺 (広陵町), 일본 나라현 기타카쓰라기군 고료정)
- 히라노신사(平野神社, ja:平野神社, 일본 교토부 교토시 기타 구 (교토 시)) - 백제 성왕의 사당
- 나리야스 도톤(成安道頓, ja:安井道頓) - 백제인 후손으로서 오사카 도톤보리 운하공사 지휘
- 백제왕 영손(구다라노코니키시 에이손)
- 구다라노코니키시(百濟王)
- 오우치 씨
- 다마야마 신사(단군 신사)
- 고약광(왕약광, 오고마노 쟛코우)
  - 고마 신사(고구려 신사)
- 코마이누(고려견) - '고구려개'라는 뜻
  - 타이완 신궁 - 현재도 '코마이누'(고려견)를 '狛犬'가 아닌 '高麗犬'이라고 제대로 표기하고 있다